# Margaretbarromyces dictyosporus
Margaretbarromyces dictyosporus är en svampart som beskrevs av Mindell, Currah, Stockey & G. Beard 2007. Margaretbarromyces dictyosporus ingår i släktet Margaretbarromyces, ordningen Pleosporales, klassen Dothideomycetes, divisionen sporsäcksvampar och riket svampar.   Inga underarter finns listade i Catalogue of Life.